# Vault - Greatest Hits 1980-1995
Vault: Greatest Hits 1980-1995 är ett samlingsalbum släppt av Def Leppard 1995. Det innehöll en nyinspelad låt, balladen "When Love & Hate Collide".

## Låtlista
1. "Pour Some Sugar on Me" - 4:53
2. "Photograph" - 4:08
3. "Love Bites" - 5:47
4. "Let's Get Rocked" - 4:56
5. "Two Steps Behind" - 4:20
6. "Animal" - 4:05
7. "Heaven Is" - 3:34
8. "Rocket" - 4:07
9. "When Love & Hate Collide" - 4:17
10. "Action" - 3:40
11. "Make Love Like a Man" - 4:16
12. "Armageddon It" - 5:22
13. "Have You Ever Needed Someone So Bad" - 5:19
14. "Rock of Ages" - 4:08
15. "Hysteria" - 5:55
16. "Bringin' on the Heartbreak" - 4:32